# 글라이드 (API)
글라이드(glide)는 3dfx사가 개발한 것으로, 자사의 부두 그래픽스 3D 가속기에 쓰인 3차원 그래픽 API이다. 원래는 사유 API였으나 나중에 3dfx가 소스를 공개하였다. 자사 카드 내부에서 쓰이는 것과 비슷한 자료형을 가지고 주로 기하학과 텍스처 매핑을 지원하면서도 게임 성능을 높이기 위해 만들어졌다. 부두 카드는 3차원 게임이 부드럽게 실행되는 성능을 제공해 준 최초의 그래픽 카드였으며, 글라이드는 그 결과 널리 쓰이게 되었다. 다른 업체들이 다이렉트3D와 OpenGL을 도입하면서 3차원 그래픽스 API의 경쟁이 심해지자 글라이드는 시장 점유율을 크게 잃어갔으며, 3dfx 또한 쇠락의 길을 걸어갔다. 결국 2000년, 이 기술을 만든 3dfx는 엔비디아 사에 인수되었고, 엔비디아는 다른 API에 집중하면서 글라이드를 방치하였고 사실상 공식적인 개발은 중단되었다.

## 글라이드 래퍼 및 에뮬레이터
글라이드 에뮬레이터 개발은 1990년대 이후로 지금까지 계속 진행 중이다. 3dfx는 인수 전까지만 하여도 자사의 API를 가상으로 구현해 내려는 시도들을 중단하려고 애썼다. 그 뒤 법적 문제로 초기 에뮬레이션 프로젝트들은 문을 닫기도 하였다. 2010년 현재 고전 게임들을 돌릴 수 있는 몇 가지 에뮬레이터들이 존재한다.

## 같이 보기
- 벌컨 (API)
- 3dfx
- 맨틀 (API)